# Großer Preis von San Marino 1995
Der Große Preis von San Marino 1995 (offiziell 15º Gran Premio di San Marino) fand am 30. April auf dem Autodromo Enzo e Dino Ferrrai in Imola statt und war das dritte Rennen der Formel-1-Weltmeisterschaft 1995.

## Berichte

### Hintergründe
Nach dem Großen Preis von Argentinien führte Michael Schumacher in der Fahrerwertung mit vier Punkten vor Damon Hill und mit sechs Punkten vor Jean Alesi. In der Konstrukteurswertung führte Ferrari mit drei Punkten vor Williams-Renault und mit sechs Punkten vor Benetton-Renault.
Nach dem Tod von Roland Ratzenberger und Ayrton Senna in Imola im Vorjahr wurde die Strecke für 1995 stark verändert. An den Kurven Tamburello und Villeneuve wurden neue Schikanen eingebaut, die Acque Minerali-Schikane wurde entfernt und durch eine Rechtskurve ersetzt, Rivazza wurde entschärft und die letzte Kurve wurde zu einer einzelnen Schikane umgebaut.
Vor dem Rennwochenende gab es einen Fahrerwechsel: Bei McLaren-Mercedes wurde Mark Blundell durch den Weltmeister von 1992, Nigel Mansell, ersetzt. Mansell hatte die ersten beiden Rennen nicht bestritten, da der Sitz für ihn zu klein war.
Mit Mansell (zweimal) und Schumacher (einmal) traten zwei ehemalige Sieger zu diesem Grand Prix an.

### Training
Vor dem Rennen fanden zwei Trainingseinheiten statt: Die erste am Freitagmorgen und die zweite am Samstagmorgen.
Das erste freie Training gewann David Coulthard mit einer Zeit von 1:27,685 Minuten vor Schumacher und Mika Häkkinen.
Im zweiten freien Training war dann Hill mit einer Zeit von 1:28,251 Minuten der Schnellste vor Coulthard und Häkkinen.

### Qualifying
Das Qualifying fand in zwei Abschnitten statt, die jeweils beste Zeit entschied über die Startposition.
Im ersten Qualifyingsegment (Q1) war Schumacher mit einer Zeit von 1:27,274 Minuten der Schnellste. Im zweiten Qualifyingsegment (Q2) konnte er sich erneut die Bestzeit mit 1:27,413 Minuten und auch seine siebte Pole-Position sichern.

### Warm-Up
Die Fahrer gingen am Sonntagmorgen zu einem 30-minütigen Warm-up auf die Strecke. Beide Ferrari-Autos behielten ihre gute Leistung aus dem Qualifying bei: Alesi war am schnellsten, Teamkollege Gerhard Berger wurde Zweiter. Schumacher komplettierte die ersten drei Plätze.

### Rennen
Vor dem Rennen hielten alle Fahrer eine Schweigeminute zum Gedenken an Ratzenberger und Senna.
Das Rennen begann mit einer unsicheren Wettersituation, die es schwierig machte, Setups und Strategien zu entwickeln. Zu Beginn schien es, als würde sich die Situation in Richtung Trockenheit wenden, aber die ersten sechs Fahrer in der Startaufstellung (plus Rubens Barrichello als 10.) entschieden sich für Regenreifen. Eine Wahl, die sich als richtig erweisen sollte.
Beim Start behielt Schumacher die Führung und Berger bestätigte den zweiten Platz und hielt alle anderen hinter sich. Am Ende der ersten Runde lagen die Piloten auf Regenreifen auf den Plätzen 1–6 und alle anderen warteten darauf, dass die Strecke abtrocknete. Die Fahrer auf Regenreifen gewannen pro Runde etwa fünf Sekunden gegenüber ihren Konkurrenten. Dann begann es abzutrocknen und die ersten sechs Piloten verloren an Boden.
Schumachers Rennen dauerte nach seinem Boxenstopp in der 10. Runde nur noch eine halbe Runde, weil der Benetton auf dem Weg zum oberen Ende der Rennstrecke plötzlich nach rechts ausscherte und hart gegen die Wand prallte. Nachdem Schumachers Wagen aus dem Weg geräumt war, führte Berger Hill, Coulthard und Alesi an.
Der Zweikampf an der Spitze gewann an Bedeutung, als Bergers Ferrari bei seinem nächsten Boxenstopp stehen blieb. Damit lag Hill an der Spitze, gefolgt von Coulthard und Alesi. Während der aufregenden Boxenstopp-Sequenz gerieten Coulthard und Alesi aneinander, doch das Williams-Team bemerkte anhand der Daten keinen beschädigten Frontflügel. Ein übereifriger Coulthard überschritt anschließend beim Verlassen der Box die Geschwindigkeitsbegrenzung, was dazu führte, dass er eine 10-Sekunden-Strafe erhielt. Unglücklicherweise für Coulthard bedeuteten die Regeln, dass das Williams-Team seinen offensichtlich doch beschädigten Frontflügel nicht austauschen konnte, wenn er an die Box zurückkehrte, um seine Strafe zu verbüßen. So musste er zum dritten Mal an die Box fahren, um seinen beschädigten Frontflügel auszutauschen.
Für Hill kam es fast zur Katastrophe, als bei seinem letzten Boxenstopp ein Tankschlauch stecken blieb, er es aber schaffte, vor Alesi herauszukommen. Im Mittelfeld kollidierte der zurückkehrende Mansell mit Eddie Irvine im Jordan und beide mussten an die Box zur Reparatur.
Hill gewann schließlich das Rennen vor Alesi und Berger. Für Hill war es der elfte Sieg in der Formel-1-Weltmeisterschaft. Coulthard wurde Vierter und Häkkinen Fünfter, wobei der McLaren eine Runde Rückstand hatte. Heinz-Harald Frentzen bescherte Sauber mit dem sechsten Platz einen weiteren unerwarteten Punkt.
In der Fahrerwertung übernahm Hill die Führung vor den punktgleichen Schumacher und Alesi. In der Konstrukteurswertung übernahm Williams-Renault die Führung punktgleich mit Ferrari.

## Meldeliste
| Team                        | Nr. | Fahrer                 | Chassis        | Motor                 | Reifen |
| --------------------------- | --- | ---------------------- | -------------- | --------------------- | ------ |
| Mild Seven Benetton Renault | 01  | Michael Schumacher     | Benetton B195  | Renault 3.0 V10       | G      |
| Mild Seven Benetton Renault | 02  | Johnny Herbert         | Benetton B195  | Renault 3.0 V10       | G      |
| Nokia Tyrrell Yamaha        | 03  | Ukyō Katayama          | Tyrrell 023    | Yamaha 3.0 V10        | G      |
| Nokia Tyrrell Yamaha        | 04  | Mika Salo              | Tyrrell 023    | Yamaha 3.0 V10        | G      |
| Rothmans Williams Renault   | 05  | Damon Hill             | Williams FW17  | Renault 3.0 V10       | G      |
| Rothmans Williams Renault   | 06  | David Coulthard        | Williams FW17  | Renault 3.0 V10       | G      |
| Marlboro McLaren Mercedes   | 07  | Nigel Mansell          | McLaren MP4/10 | Mercedes-Benz 3.0 V10 | G      |
| Marlboro McLaren Mercedes   | 08  | Mika Häkkinen          | McLaren MP4/10 | Mercedes-Benz 3.0 V10 | G      |
| Footwork Hart               | 09  | Gianni Morbidelli      | Footwork FA16  | Hart 3.0 V8           | G      |
| Footwork Hart               | 10  | Taki Inoue             | Footwork FA16  | Hart 3.0 V8           | G      |
| MTV Simtek Ford             | 11  | Domenico Schiattarella | Simtek S951    | Ford ED 3.0 V8        | G      |
| MTV Simtek Ford             | 12  | Jos Verstappen         | Simtek S951    | Ford ED 3.0 V8        | G      |
| Total Jordan Peugeot        | 14  | Rubens Barrichello     | Jordan 195     | Peugeot 3.0 V10       | G      |
| Total Jordan Peugeot        | 15  | Eddie Irvine           | Jordan 195     | Peugeot 3.0 V10       | G      |
| Pacific Grand Prix Ltd      | 16  | Bertrand Gachot        | Pacific PR02   | Ford ED 3.0 V8        | G      |
| Pacific Grand Prix Ltd      | 17  | Andrea Montermini      | Pacific PR02   | Ford ED 3.0 V8        | G      |
| Parmalat Forti Ford         | 21  | Pedro Diniz            | Forti FG01     | Ford ED 3.0 V8        | G      |
| Parmalat Forti Ford         | 22  | Roberto Moreno         | Forti FG01     | Ford ED 3.0 V8        | G      |
| Minardi Scuderia Italia     | 23  | Pierluigi Martini      | Minardi M195   | Ford EDM 3.0 V8       | G      |
| Minardi Scuderia Italia     | 24  | Luca Badoer            | Minardi M195   | Ford EDM 3.0 V8       | G      |
| Ligier Gitanes Blondes      | 25  | Aguri Suzuki           | Ligier JS41    | Mugen-Honda 3.0 V10   | G      |
| Ligier Gitanes Blondes      | 26  | Olivier Panis          | Ligier JS41    | Mugen-Honda 3.0 V10   | G      |
| Scuderia Ferrari SpA        | 27  | Jean Alesi             | Ferrari 412T2  | Ferrari 3.0 V12       | G      |
| Scuderia Ferrari SpA        | 28  | Gerhard Berger         | Ferrari 412T2  | Ferrari 3.0 V12       | G      |
| Red Bull Sauber Ford        | 29  | Karl Wendlinger        | Sauber C14     | Ford Zetec-R 3.0 V8   | G      |
| Red Bull Sauber Ford        | 30  | Heinz-Harald Frentzen  | Sauber C14     | Ford Zetec-R 3.0 V8   | G      |

## Klassifikationen

### Qualifying
| Pos. | Fahrer                 | Konstrukteur       | Q1       | Q2         | Start |
| ---- | ---------------------- | ------------------ | -------- | ---------- | ----- |
| 01   | Michael Schumacher     | Benetton-Renault   | 1:27,274 | 1:27,413   | 01    |
| 02   | Gerhard Berger         | Ferrari            | 1:27,282 | 1:38,801   | 02    |
| 03   | David Coulthard        | Williams-Renault   | 1:27,456 | 1:27,600   | 03    |
| 04   | Damon Hill             | Williams-Renault   | 1:27,537 | 1:27,512   | 04    |
| 05   | Jean Alesi             | Ferrari            | 1:27,813 | 1:28,431   | 05    |
| 06   | Mika Häkkinen          | McLaren-Mercedes   | 1:28,343 | keine Zeit | 06    |
| 07   | Eddie Irvine           | Jordan-Peugeot     | 1:28,516 | 1:41,247   | 07    |
| 08   | Johnny Herbert         | Benetton-Renault   | 1:29,403 | 1:29,350   | 08    |
| 09   | Nigel Mansell          | McLaren-Mercedes   | 1:29,517 | 1:29,966   | 09    |
| 10   | Rubens Barrichello     | Jordan-Peugeot     | 1:29,580 | 1:29,551   | 10    |
| 11   | Gianni Morbidelli      | Footwork-Hart      | 1:29,582 | 1:31,147   | 11    |
| 12   | Olivier Panis          | Ligier-Mugen-Honda | 1:30,801 | 1:30,760   | 12    |
| 13   | Mika Salo              | Tyrrell-Yamaha     | 1:31,221 | 1:31,035   | 13    |
| 14   | Heinz-Harald Frentzen  | Sauber-Ford        | 1:31,358 | 1:31,423   | 14    |
| 15   | Ukyō Katayama          | Tyrrell-Yamaha     | 1:31,630 | 1:31,736   | 15    |
| 16   | Aguri Suzuki           | Ligier-Mugen-Honda | 1:32,297 | 1:31,913   | 16    |
| 17   | Jos Verstappen         | Simtek-Ford        | 1:32,156 | 1:32,425   | 17    |
| 18   | Pierluigi Martini      | Minardi-Ford       | 1:32,445 | 1:33,832   | 18    |
| 19   | Taki Inoue             | Footwork-Hart      | 1:32,988 | 1:32,710   | 19    |
| 20   | Luca Badoer            | Minardi-Ford       | 1:33,071 | 1:33,430   | 20    |
| 21   | Karl Wendlinger        | Sauber-Ford        | 1:33,494 | 1:33,554   | 21    |
| 22   | Bertrand Gachot        | Pacific-Ford       | 1:33,892 | 1:35,253   | 22    |
| 23   | Domenico Schiattarella | Simtek-Ford        | 1:33,965 | 1:34,064   | 23    |
| 24   | Andrea Montermini      | Pacific-Ford       | 1:35,169 | 1:35,282   | 24    |
| 25   | Roberto Moreno         | Forti-Ford         | 1:37,612 | 1:36,065   | 25    |
| 26   | Pedro Diniz            | Forti-Ford         | 1:36,686 | 1:36,624   | 26    |

### Rennen
| Pos. | Fahrer                 | Konstrukteur       | Runden | Stopps | Zeit        | Start | Schnellste Runde |
| ---- | ---------------------- | ------------------ | ------ | ------ | ----------- | ----- | ---------------- |
| 01   | Damon Hill             | Williams-Renault   | 63     | 3      | 1:41:42,552 | 04    | 1:29,710 (42.)   |
| 02   | Jean Alesi             | Ferrari            | 63     | 3      | + 18,510    | 05    | 1:30,008 (42.)   |
| 03   | Gerhard Berger         | Ferrari            | 63     | 3      | + 43,116    | 02    | 1:29,568 (57.)   |
| 04   | David Coulthard        | Williams-Renault   | 63     | 4      | + 51,890    | 03    | 1:30,049 (59.)   |
| 05   | Mika Häkkinen          | McLaren-Mercedes   | 62     | 2      | + 1 Runde   | 06    | 1:31,029 (54.)   |
| 06   | Heinz-Harald Frentzen  | Sauber-Ford        | 62     | 2      | + 1 Runde   | 14    | 1:31,754 (60.)   |
| 07   | Johnny Herbert         | Benetton-Renault   | 61     | 3      | + 2 Runden  | 08    | 1:30,055 (60.)   |
| 08   | Eddie Irvine           | Jordan-Peugeot     | 61     | 3      | + 2 Runden  | 07    | 1:30,868 (53.)   |
| 09   | Olivier Panis          | Ligier-Mugen-Honda | 61     | 3      | + 2 Runden  | 12    | 1:31,135 (44.)   |
| 10   | Nigel Mansell          | McLaren-Mercedes   | 61     | 3      | + 2 Runden  | 09    | 1:31,251 (41.)   |
| 11   | Aguri Suzuki           | Ligier-Mugen-Honda | 60     | 2      | + 3 Runden  | 16    | 1:32,280 (55.)   |
| 12   | Pierluigi Martini      | Minardi-Ford       | 59     | 3      | + 4 Runden  | 18    | 1:32,505 (59.)   |
| 13   | Gianni Morbidelli      | Footwork-Hart      | 59     | 3      | + 4 Runden  | 11    | 1:33,415 (54.)   |
| 14   | Luca Badoer            | Minardi-Ford       | 59     | 4      | + 4 Runden  | 20    | 1:33,838 (49.)   |
| 15   | Pedro Diniz            | Forti-Ford         | 56     | 1      | + 7 Runden  | 26    | 1:37,872 (52.)   |
| 16   | Roberto Moreno         | Forti-Ford         | 56     | 1      | + 7 Runden  | 25    | 1:37,529 (52.)   |
| –    | Karl Wendlinger        | Sauber-Ford        | 43     | 3      | DNF         | 21    | 1:33,617 (43.)   |
| –    | Bertrand Gachot        | Pacific-Ford       | 36     | 1      | DNF         | 22    | 1:36,136 (35.)   |
| –    | Domenico Schiattarella | Simtek-Ford        | 35     | 1      | DNF         | 23    | 1:35,534 (31.)   |
| –    | Rubens Barrichello     | Jordan-Peugeot     | 31     | 1      | DNF         | 10    | 1:33,540 (30.)   |
| –    | Ukyō Katayama          | Tyrrell-Yamaha     | 23     | 1      | DNF         | 15    | 1:37,243 (23.)   |
| –    | Mika Salo              | Tyrrell-Yamaha     | 19     | 1      | DNF         | 13    | 1:39,837 (17.)   |
| –    | Andrea Montermini      | Pacific-Ford       | 15     | 1      | DNF         | 24    | 1:47,102 (12.)   |
| –    | Jos Verstappen         | Simtek-Ford        | 14     | 1      | DNF         | 17    | 1:44,585 (12.)   |
| –    | Taki Inoue             | Footwork-Hart      | 12     | 0      | DNF         | 19    | 1:59,717 (11.)   |
| –    | Michael Schumacher     | Benetton-Renault   | 10     | 0      | DNF         | 01    | 1:45,701 (08.)   |

## WM-Stände nach dem Rennen
Die ersten sechs Fahrer eines Rennens bekamen 10, 6, 4, 3, 2 und 1 Punkt(e).

### Fahrerwertung
| Pos. | Fahrer                | Konstrukteur       | Punkte |
| ---- | --------------------- | ------------------ | ------ |
| 01   | Damon Hill            | Williams-Renault   | 20     |
| 02   | Michael Schumacher    | Benetton-Renault   | 14     |
| 03   | Jean Alesi            | Ferrari            | 14     |
| 04   | David Coulthard       | Williams-Renault   | 9      |
| 05   | Gerhard Berger        | Ferrari            | 9      |
| 06   | Mika Häkkinen         | McLaren-Mercedes   | 5      |
| 07   | Johnny Herbert        | Benetton-Renault   | 3      |
| 08   | Heinz-Harald Frentzen | Sauber-Ford        | 3      |
| 09   | Mark Blundell         | McLaren-Mercedes   | 1      |
| 10   | Olivier Panis         | Ligier-Mugen-Honda | 0      |
| 11   | Mika Salo             | Tyrrell-Yamaha     | 0      |
| 12   | Ukyō Katayama         | Tyrrell-Yamaha     | 0      |
| 13   | Eddie Irvine          | Jordan-Peugeot     | 0      |
| 14   | Aguri Suzuki          | Ligier-Mugen-Honda | 0      |

| Pos. | Fahrer                 | Konstrukteur     | Punkte |
| ---- | ---------------------- | ---------------- | ------ |
| 15   | Andrea Montermini      | Pacific-Ford     | 0      |
| 16   | Domenico Schiattarella | Simtek-Ford      | 0      |
| 17   | Pedro Diniz            | Forti-Ford       | 0      |
| 18   | Nigel Mansell          | McLaren-Mercedes | 0      |
| 19   | Pierluigi Martini      | Minardi-Ford     | 0      |
| 20   | Gianni Morbidelli      | Footwork-Hart    | 0      |
| 21   | Luca Badoer            | Minardi-Ford     | 0      |
| 22   | Roberto Moreno         | Forti-Ford       | 0      |
| –    | Taki Inoue             | Footwork-Hart    | 0      |
| –    | Karl Wendlinger        | Sauber-Ford      | 0      |
| –    | Bertrand Gachot        | Pacific-Ford     | 0      |
| –    | Rubens Barrichello     | Jordan-Peugeot   | 0      |
| –    | Jos Verstappen         | Simtek-Ford      | 0      |

### Konstrukteurswertung
| Pos. | Konstrukteur       | Punkte |
| ---- | ------------------ | ------ |
| 01   | Williams-Renault   | 23     |
| 02   | Ferrari            | 23     |
| 03   | Benetton-Renault   | 7      |
| 04   | McLaren-Mercedes   | 6      |
| 05   | Sauber-Ford        | 3      |
| 06   | Ligier-Mugen-Honda | 0      |
| 07   | Tyrrell-Yamaha     | 0      |

| Pos. | Konstrukteur   | Punkte |
| ---- | -------------- | ------ |
| 08   | Jordan-Peugeot | 0      |
| 09   | Pacific-Ford   | 0      |
| 10   | Simtek-Ford    | 0      |
| 11   | Forti-Ford     | 0      |
| 12   | Minardi-Ford   | 0      |
| 13   | Footwork-Hart  | 0      |

Anmerkungen
1. 1 2  Benetton-Renault und Williams-Renault erhielten beim Großen Preis von Brasilien keine Konstrukteurspunkte (zehn bzw. sechs) wegen Verwendung nicht regelkonformen Treibstoffs.